# Cultivo del arroz
El cultivo del arroz es el proceso agrícola por el que se obtiene el grano de este cereal desde plantas cultivadas, a diferencia de la recolección de las variedades salvajes.

## Generalidades sobre el arroz
El arroz (Oryza sativa, que comprende unas 25 especies) es una planta herbácea anual de tallo en caña, erecta y que alcanza más de un metro de altura. Es originario del sudeste asiático. Hay documentos que muestran que los chinos ya lo cultivaban hace 4000 años, y se considera posible que fueron quienes iniciaron su cultivo, que poco a poco se extendió por las regiones monzónicas de Asia (India, Indochina, Japón ). Llegó a la península ibérica y en el siglo XII se plantaba en la Baja Andalucía. A finales del siglo XX, el arroz se cultivaba también de manera significativa en América, partes de Europa y Australia.
El arroz es uno de los principales alimentos de la humanidad, y disputa con el trigo la posición de cereal más importante.
De todos los cereales cultivados, el arroz presenta la característica particular de ser semi-acuático. El cultivo está muy extendido por las regiones de climas templados cálidos y tropicales, condicionado a la presencia de un grado suficiente de humedad.
Las formas más frecuentes de cultivo del arroz requieren de la inundación de los campos. Pero hay algunas variedades que crecen con humedad pero sin requerir de la inundación. Normalmente se trata de variedades de tierras altas, y su producción de grano es más reducida que la de las variedades inundadas.

## Preparación de la tierra
La mayor parte del arroz se cultiva en campos inundados. El éxito de la producción se fundamenta en la gestión del agua para una adecuada irrigación, lo que implica la construcción de muros y el uso de norias, así como garantizar que el agua penetre más de cinco centímetros en el suelo.

### Obtención de nuevas tierras
En el caso de la Albufera de Valencia, se obtuvieron nuevos arrozales por el aterramiento de partes del lago. Primeramente, en la parte de lago adquirida o arrendada, se construían los márgenes, muros de delimitación de la propiedad, sobre el fondo de la Albufera. Se aporta tierra desde algún lugar poco profundo del lago, para lo cual utilizaba una barca espaciosa y plana, de muy poco calado, llamada "barquetots" o barca enterrada. La herramienta utilizada para extraer la tierra era una azada en forma de pala fijada a una pértiga, con una hoja significativamente mayor (32 por 30 cm) que las de las azadas normales. La barca se vaciaba utilizando capazos de esparto, de manera que los muros de delimitación crecían hasta alcanzar una altura de medio metro sobre el nivel del agua de la laguna, formándose el cerrado. Entonces se llenaba de tierra el propio cerrado hasta que llegaba al nivel de los campos vecinos. Todo el proceso de creación del campo recibía el nombre de dragar, tomado de la extracción de las tierras.

### Limpieza de ríos, acequias y canales. Reparación de los márgenes
Después de la cosecha del año anterior, hay que dragar los canales y acequias cegados por el barro y eliminar la vegetación acumulada, para facilitar la inundación y drenaje de los arrozales. Los utensilios utilizados para estas tareas eran la hoz de río, los ganchos, el pisas y el legón.
Así en Pego después de la siega, que es a finales de septiembre, quedaban los arrozales los rastrojos -la paja que queda en cortar las haces de arroz- que aunque podían recogerse en parte para alimento de las caballerías, en su mayor parte quedaban al suelo, donde se podrían o se quemaban. En octubre se escarda la tierra para evitar el crecimiento incontrolado de malas hierbas, un trabajo que podía ver interrumpido si las lluvias del otoño llegaban pronto.

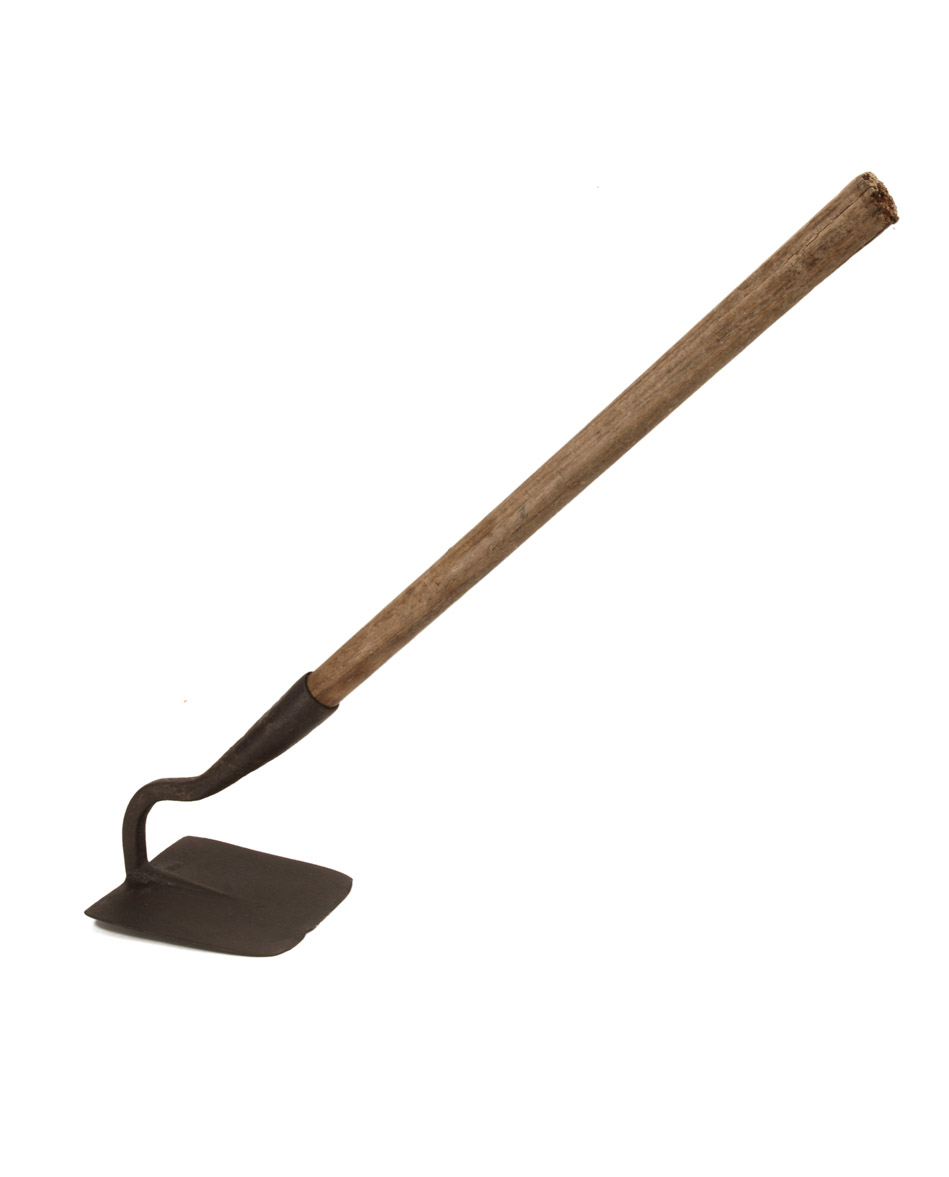
Legona. Colección del l'ETNO
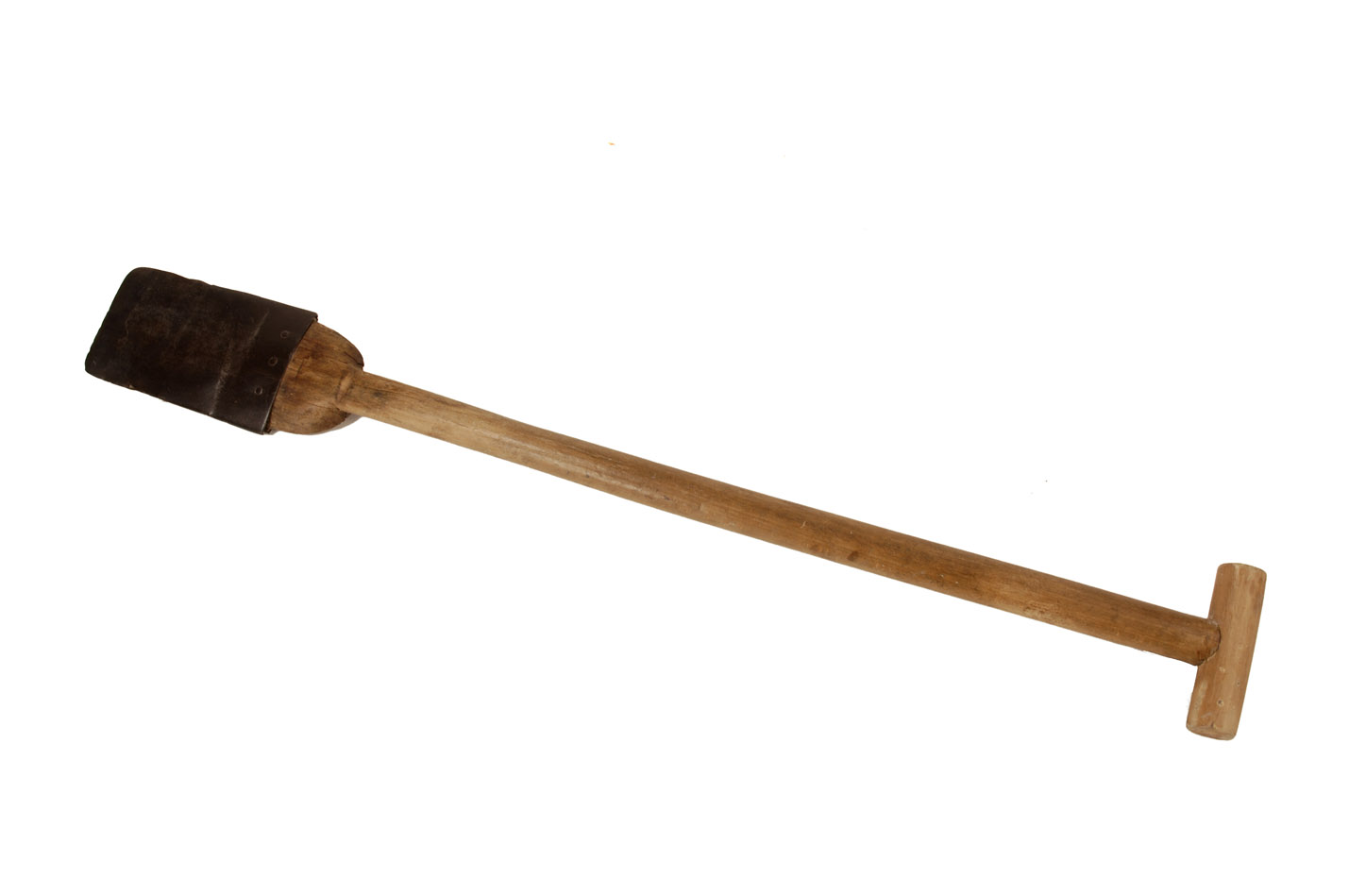
Pala de boquilla, para limpiar acequias. Colección de l'ETNO

### La rotura de la tierra
En Asia el arroz se cultiva en tres clases principales de suelo. Hay arcillas con un fondo firme a pocos centímetros de la superficie. También hay limos y arcillas blandas con fondos blandos que se vuelven duros en secarse. Y finalmente, hay turbas y suelos que contienen turba, siempre que la profundidad de la turba no sea excesiva.
Los planteles y los arrozales, antes de recibir el arroz, deben ser acondicionados mediante diversos procesos. Los campos se labran -el proceso tradicional en la Albufera utiliza la "xaruga", un tipo especial de arado de palo introducida en el siglo XIX-, fanguean y abonan. Además pueden producirse breves desecaciones intencionadas destinadas a eliminar las algas.
En el caso de la Albufera, el suelo es arcilloso. Los campos permanecen inundados todo el invierno. Entonces hay que secar la tierra con mucha rapidez, para evitar el endurecimiento del suelo. Con esta finalidad se trincha (entabla) la tierra. La herramienta tradicional para hacerlo era la atabladera, un aparato consistente en un tablón duro con varias hileras de cortantes en su parte inferior. La atabladera está muy extendida por la cuenca mediterránea, Asia Central, Cáucaso y Asia meridional.
En la marjal de Pego-Oliva, utilizaban la "xaruga" y el arado sencillo (también conocido como arado de hierro), ambos complementados por pisas. La xaruga y el arado son tipos diferentes de arado que se adaptan a diferentes tipos de terrenos. El pisas, también conocido como azada plana, es una herramienta manual con una hoja más larga que la de la azada normal, y se utilizaba para los terrenos donde el uso de animales no era viable, ya fuera por la falta de espacio, ya fuera por la naturaleza turba del suelo que estaca los animales.

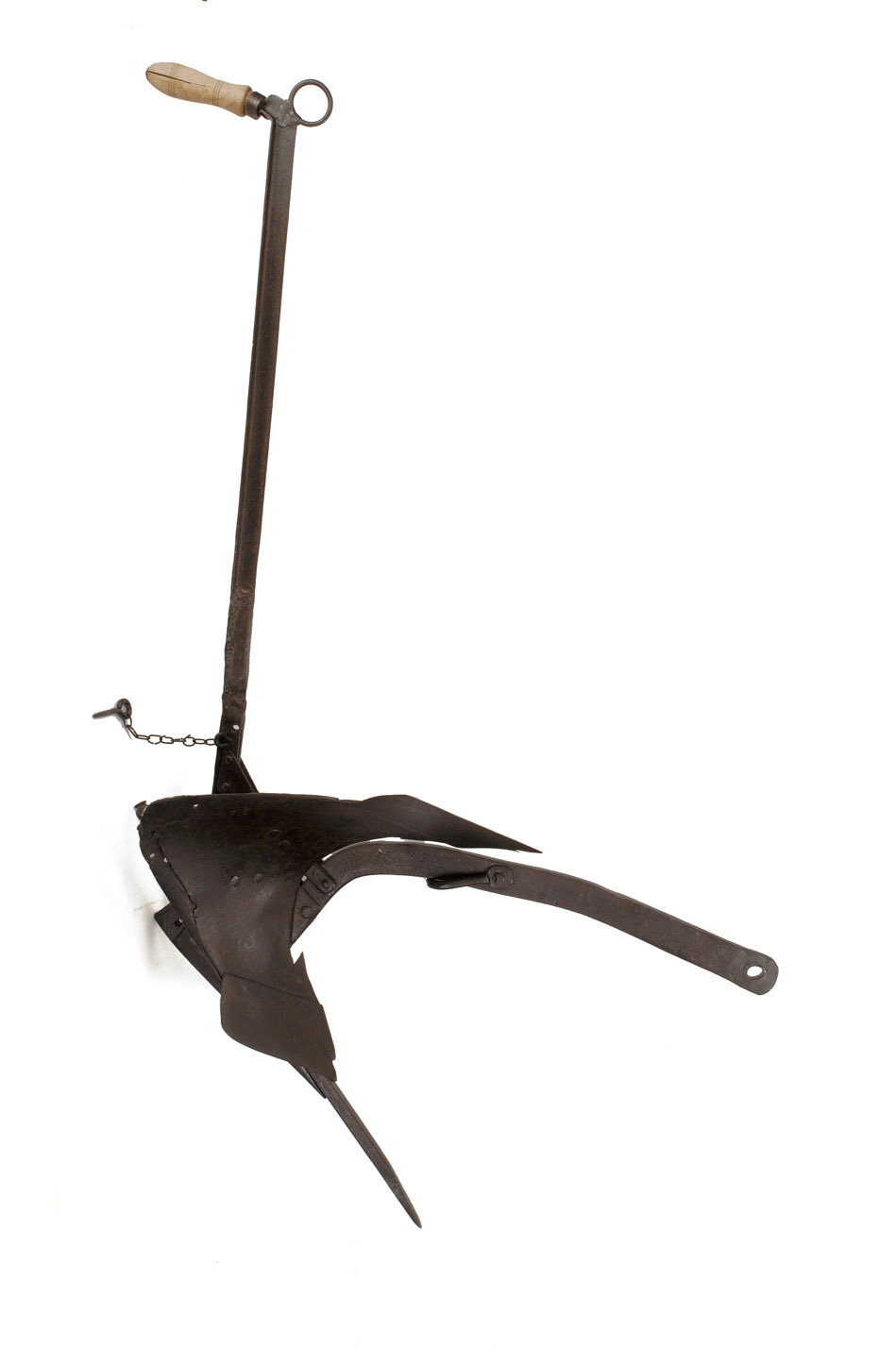
Xaruga. Colección de l'ETNO
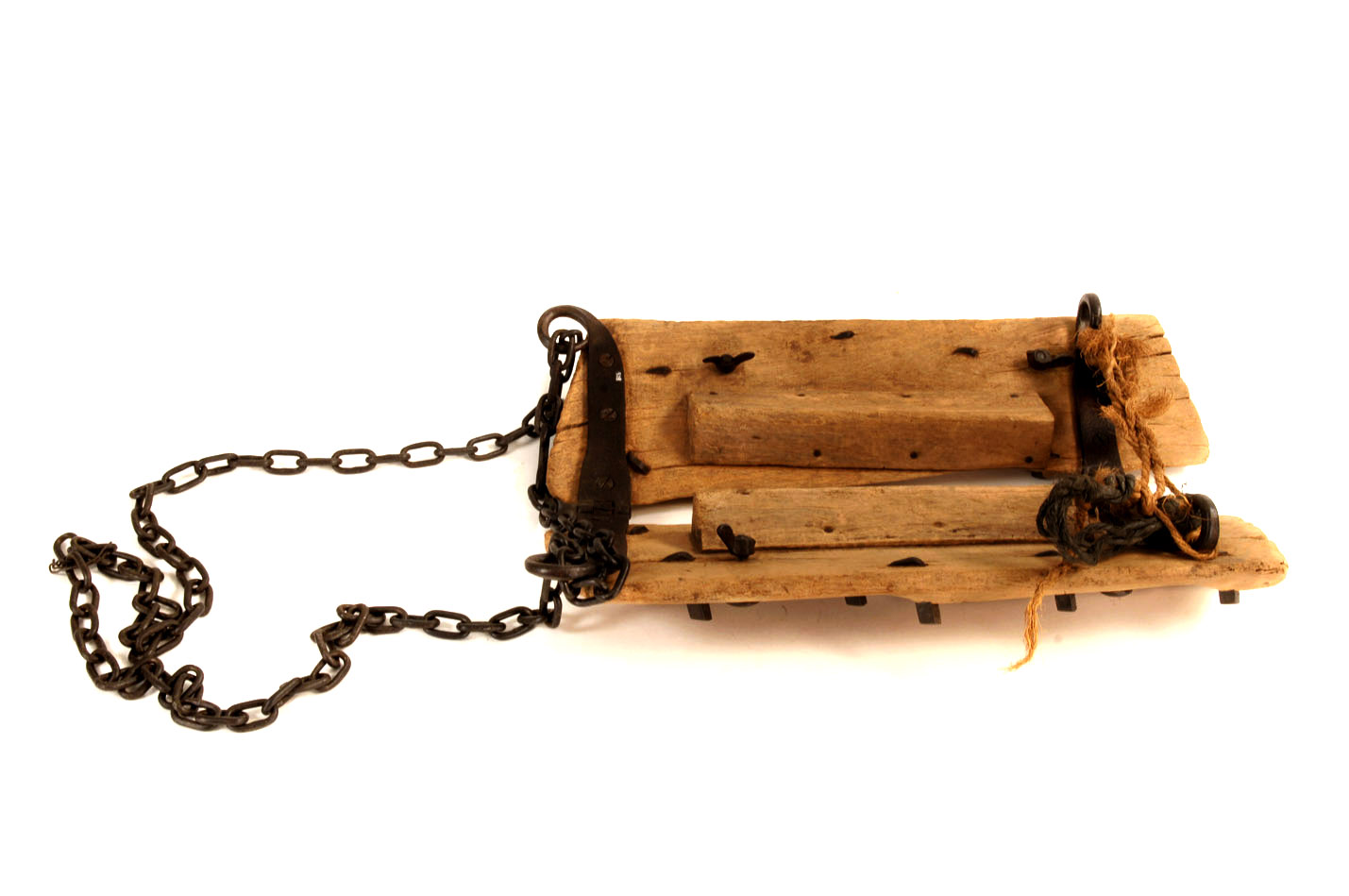
Atabladera, colección de L'Etno

### Nivelación del suelo
La nivelación de los campos se hacía con pisas, capazo y mesa plana. La finalidad de esta tarea es facilitar la inundación regular del terreno, pero también contribuye al abonado enterrando las malezas y rastrojos.

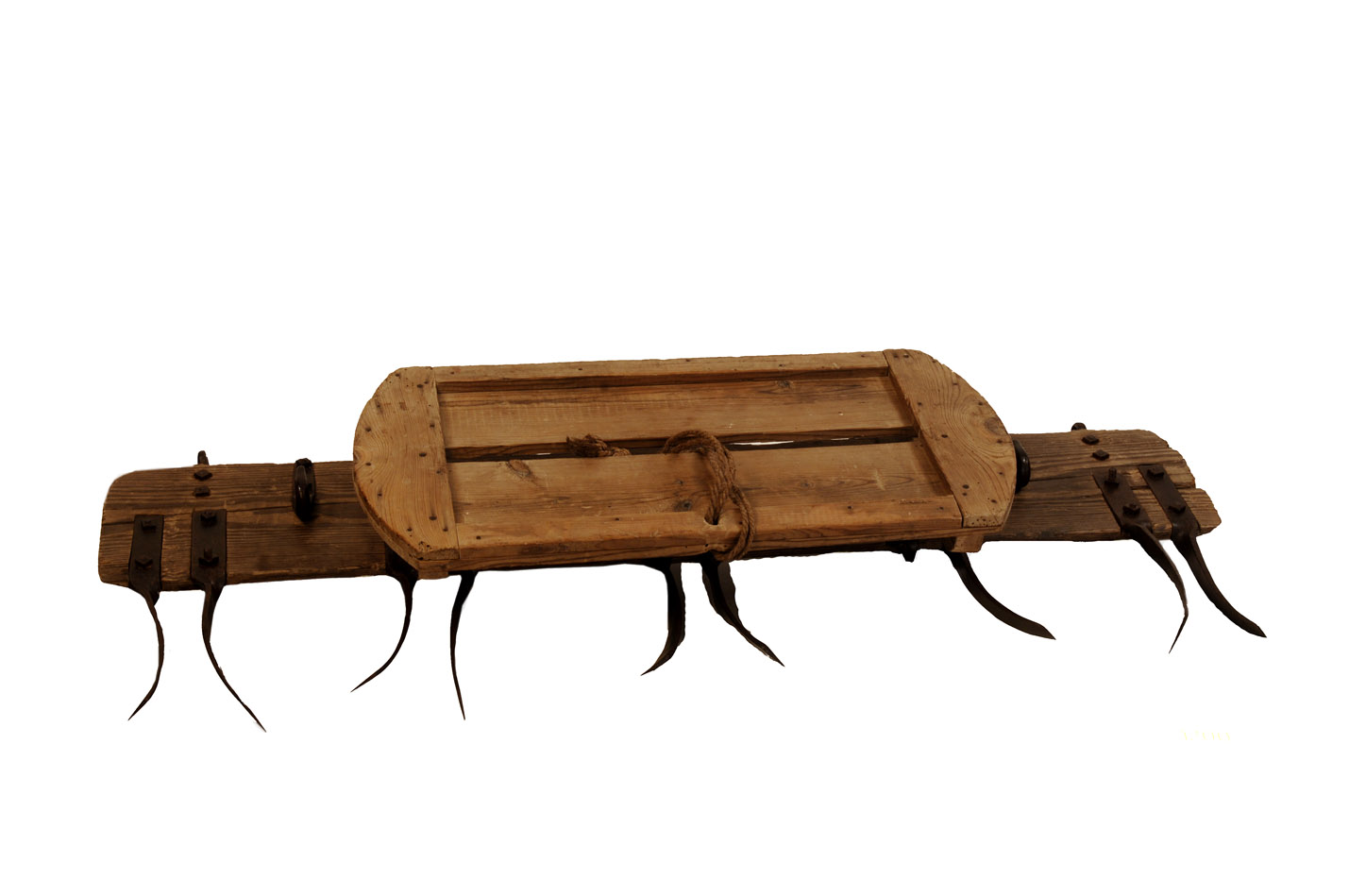
Draga de fanguear. Colección del ETNO

En la Albufera para desmenuzar terrones y terrosos se utilizaba la draga. La draga consta principalmente de un tablón arrastrado por el suelo por un caballo y que lleva en su parte posterior seis pares de cuchillas colocadas de forma que rompen las glebas de tierra. El uso de la draga está extendido por el Mediterráneo hasta el extremo Oriente. Después de usar la draga, hay que utilizar la atabladera para eliminar las irregularidades que aún quedan.

### Abono
El abonado puede realizarse mediante el cultivo previo de alguna planta -abonado en verde- o suministrando nutrientes de otros orígenes, como estiércol de animales, restos vegetales del escarda, rastrojos o restos de limpieza de las acequias. El rastrojo enterrado enriquece el suelo en potasio.
En Pego, a los veinte días de sembrar el plantel, se daba un secar para sacar abono, unos 80 a 90 kg por hanegada. Este proceso se repetía tres o cuatro veces, dependiendo del desarrollo de los plantones.

### La inundación y el drenaje de los arrozales

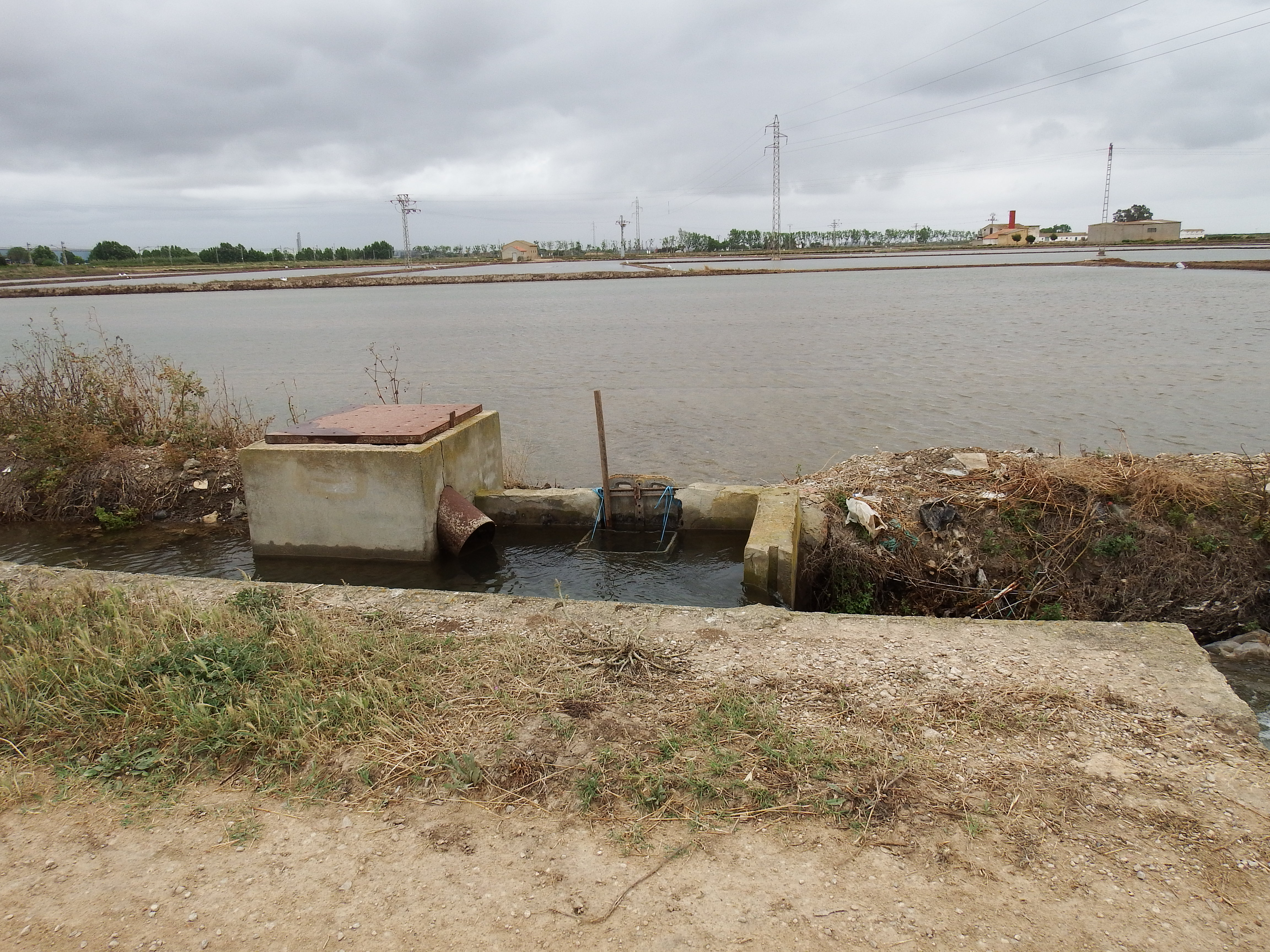
Bomba y conjunto de compuertas que permiten la inundación o drenaje del arrozal. El Romaní (Sollana) mayo de 2021.

En el caso de los arrozales situados en tierras planas, como en el caso de la Albufera, donde el nivel de los campos y la laguna es el mismo, se utilizan bombas para extraer el agua de los campos hacia las acequias. Para inundar los campos basta con abrir la compuerta.
En el caso de tierras situadas a mayor altitud, como era el caso en Alberique, los campos forman terrazas. El agua pasaba a través de las aberturas de los diques, bajando de escalón en escalón por el conjunto de los campos.
En la marjal de Pego-Oliva, la pluviosidad y la orografía afectaban a los procedimientos. Una pluviosidad invernal mayor hacía que el marjal quedaba inundada hasta febrero o marzo, cuando la tierra se secaba y era trabajada con la xaruga o el pisas. Hacia el 15 de abril se realizaba la cumplimentada del término. Esta operación requiere del montaje previo de las paradas en los ríos, unos tablones de madera, puestos uno encima de otro y pegados en los galces, estructuras de piedra u obra situadas a ambos lados del río y dotadas de una guía. Las paradas hacen subir el agua de nivel y permiten su distribución a través de los canos hacia las acequias madres, acequias y canalizaciones menores. Además había una serie de gargantas hechas por el hombre en las orillas de los ríos para facilitar el acceso del agua a las partidas bajas, llamados mesones.
Todas las partidas disponían de boquillas para la entrada del agua (antara de arriba) y para su salida (antara de bajo).
El proceso de inundación de los campos lavaba las acequias por el movimiento del agua, pero los materiales eran arrastrados hacia los campos, atascando las boquillas. Los responsables de las acequias "sequiers" sacaban el barro con la azada de mango largo y el legón, y los restos vegetales con el gancho.

### Remoción y uniformado de la tierra
Una vuelta lleno de agua del arrozal, hay recavarlo. Si las características del terreno lo permiten, se hace con la tabla de cuchillos y la mesa plana, tiradas por caballerías. Cuando el terreno es demasiado blando o la superficie demasiado pequeña, hay que hacer uso de herramientas manuales como la azada y el pisas.
En las tierras altas de Pego la tabla de cuchillos era estirada por los mismos agricultores, para que el nivel del agua era demasiado alto para entrar las burras.

## La siembra del arroz
La siembra tradicional del arroz se realiza de manera muy generalizada por el sistema de pequeños planteles. La difusión del sistema de pequeños planteles con trasplante es extensa; muy corriente en Asia Oriental, está generalizada en España con pocas excepciones (Murcia, algunos lugares de la Comunidad Valenciana). Sin embargo no era corriente en Italia y parece que su popularidad en España proviene de Filipinas.
Las ventajas del sistema de pequeños planteles son una mayor homogeneidad de las plantas, un menor tiempo de permanencia del arroz al campo, facilita la distribución regular de las plantas en los campos, ahorra semillas e incrementa la productividad.

### Realización del plantel
Al sistema de pequeños planteles, las semillas se ponen a remojar durante 24 a 48 horas, para facilitar su germinación y evitar que floten. El enraizamento en la tierra se hacía de la siguiente forma: un hombre tomaba un capazo lleno de arroz cuyas asas anudaba a la faja, la cual pasaba por detrás del cuello. Con la mano izquierda sostenía una de la asas, mientras que con la mano derecha lanzaba el arroz.
El plantel requiere una atención minuciosa. El nivel de agua ha de ser de tres o cuatro dedos. Además el agua ha de permanecer quieta, recibiendo el calor del sol y manteniendo así una temperatura más elevada.
Las semillas se siembran en terrenos especialmente preparados y a los 25 o 50 días los plantones se trasplantan.
En la Albufera de Valencia la siembra se hacía en marzo (en Pego se hacía el día de San José) en planteles, creados artificialmente y preparados con abono vegetal de favons. Las balsas de plantel (bassetes de planter), de unos 10 metros cuadrados, eran inundables. Las balsas se llenan de agua y se planta el arroz lanzándolo a mano, lo que localmente se conoce como “barrejar l’arròs”.

### La plantación
Cuando el arroz llega a los 20 o 25 cm de altura, se secaban los plantones de los planteles para trasplantarlos. Los plantones se ataban con cuerdas de esparto -en algunos lugares de boga o junco- formando garbas.
Las garbas se llevaban a los arrozares inundados en carros, aunque también se podía aprovechar la fuerza del agua. A continuación se repartían con los carrets de garbejar, carros diseñados al efecto, situando las garbas a espacios regulares. Esta actividad la coordinaba un plantador principal denominado tallador o tallant, que marcaba la línea a seguir por los otros trabajadores.
Unos días después de realizado el trasplante, había que repasar los campos para detectar las zonas donde las plantas habían quedado demasiado separadas y añadir otras si era necesario, actividad conocida como plantar garbes.
Las tareas de trasplante se realizaban de forma manual. Los plantadores trabajaban encorvados y parcialmente dentro del agua. Las fajas les protegían del frío en la espalda. También se ponían dedales de goma para evitar que los dedos sufrieran por la larga exposición al agua. En las piernas se ponían las garramanxes, unos trapos atados por cintas o vetas que protegían de las picaduras de las pulgas de agua y del ataque de las sanguijuelas.

### Cuidados
Después del trasplante, se necesita una vigilancia periódica del arrozal hasta que llega el momento de la siega. Los cuidados se refieren principalmente al nivel del agua, la eliminación de las malas hierbas y el abonado.
El agua juega un papel termoregulador, de manera que evita el frío excesivo. Dependiendo del territorio, en fechas determinadas o de forma específica se realizaban los llamados eixugons. Consisten en vaciar de agua los arrozales durante unos días. Tradicionalmente se atribuía a este proceso facilitar el acceso de la luz del sol a las raíces de la planta, lo que hacía que los tallos ganaran volumen. Otro efecto positivo era la destrucción de las algas del arrozal, así como de la esprella, una planta acuática frondosa, muy perjudicial para el cultivo.
Los escardados periódicos controlaban la aparición de males hierbas (como serreig o jonça) principalmente cuando las plantas eran más menudas y débiles. Normalmente se escarda a mano, pero para acabar con las plantas más grandes se utiliza la corbella, un tipo especial de hoz. El crecimiento del cereal hace que la misma sombra del arroz dificulte la aparición de otras plantas.
Un primer abonado se realizaba tras el trasplante y otro se llevaba a cabo posteriormente, en la fase inicial pero con las garbas ya plantadas.
Una actividad importante principalmente entre la maduración de la planta (julio) y la siega (septiembre) era alejar a los pájaros, especialmente los gorriones. Se usaban espantapájaros de diferentes diseños, normalmente de materiales improvisados, pero también se usaban latas con piedras unidas por cordeles y conectadas de manera que una pequeña oscilación formase un gran estruendo. Este sistema se utilizaba mucho en Pego, donde la orografía permitía que una cantidad reducida de estos artefactos cubriera toda la marjal.

## La cosecha del arroz
Cuando el grano llega al punto de maduración adecuado (finales de agosto o inicio de septiembre en Pego; mediado septiembre en la Albufera) es el tiempo de la siega. La siega y la trilla eran el momento en más importante del cultivo del arroz desde un punto de vista sociológico, ya que en este momento la vida de los pueblos se enfocaba hacia las actividades arroceras. La mayoría de los labradores del pueblo, tanto propietarios como jornaleros, con la colaboración de familiares, se dedicaban a las tareas hasta el almacenamiento del grano.

### La siega del arroz

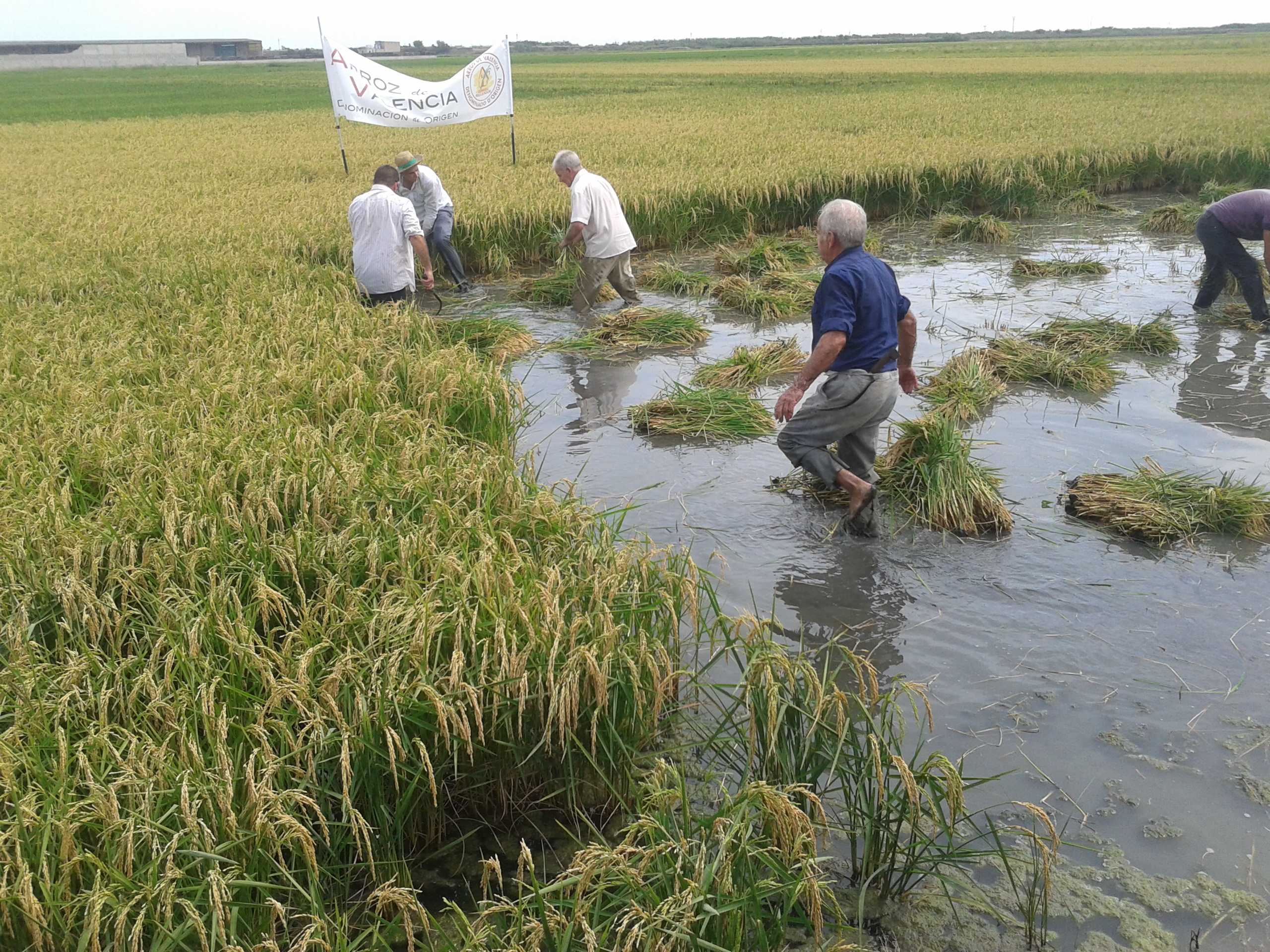
Siega del arroz a mano en Catarroja, 2008

Siete u ocho días antes de la siega se secan los campos, para que los segadores trabajen sobre un terreno relativamente seco (de hecho, los trabajadores trabajan con los pies descalzos y el fango les llegaba a los tobillos). Esta forma de trabajar sustituyó a la cosecha con el arroz dentro del agua, que comportaba serios problemas de salubridad, las llamadas fiebres.
La siega comienza al alba. Las herramientas que llevan los operarios son varios tipos de hoces: la variante llamada corbella de segar y el corbellot o corbella de desbarbar. La corbella de segar tiene la hoja de acero dentada, formando un arco de 45 cm con 38 cm de cuerda, un radio de curvatura relativamente grande para este tipo de herramientas. La hoja está encastada en un mango con pomo. Los segadores trabajaban en fila, separados unos metros los unos de los otros. Con la mano izquierda se sujetaba el manojo de arroz, mientras que con la derecha se lo segaba con la corbella.
Un grupo de trabajadores ata las garbas por debajo de la espiga, y un tercer grupo separa la espiga del resto de la garba, que queda en el campo como rastrojo. Este último corte se hace con el corbellot y recibe el nombre de desbarbar. El corbellot (corbella de desbarbar) tiene un arco de hoja de unos 70 cm, un ancho de 5 cm y un arco de 60 cm. Las medidas son mayores que las de la corbella de segar pero las proporciones son similares, y las hojas también son dentadas. El corbellot se coge con las dos manos.
La parte inferior de las garbas queda en los campos donde se quema para abonarlos, sistema también empleado en Java. Otros usos del rastrojo son como paja para los animales y para revestir las paredes de las casas.
Es importante que el grano esté siempre separado del agua.

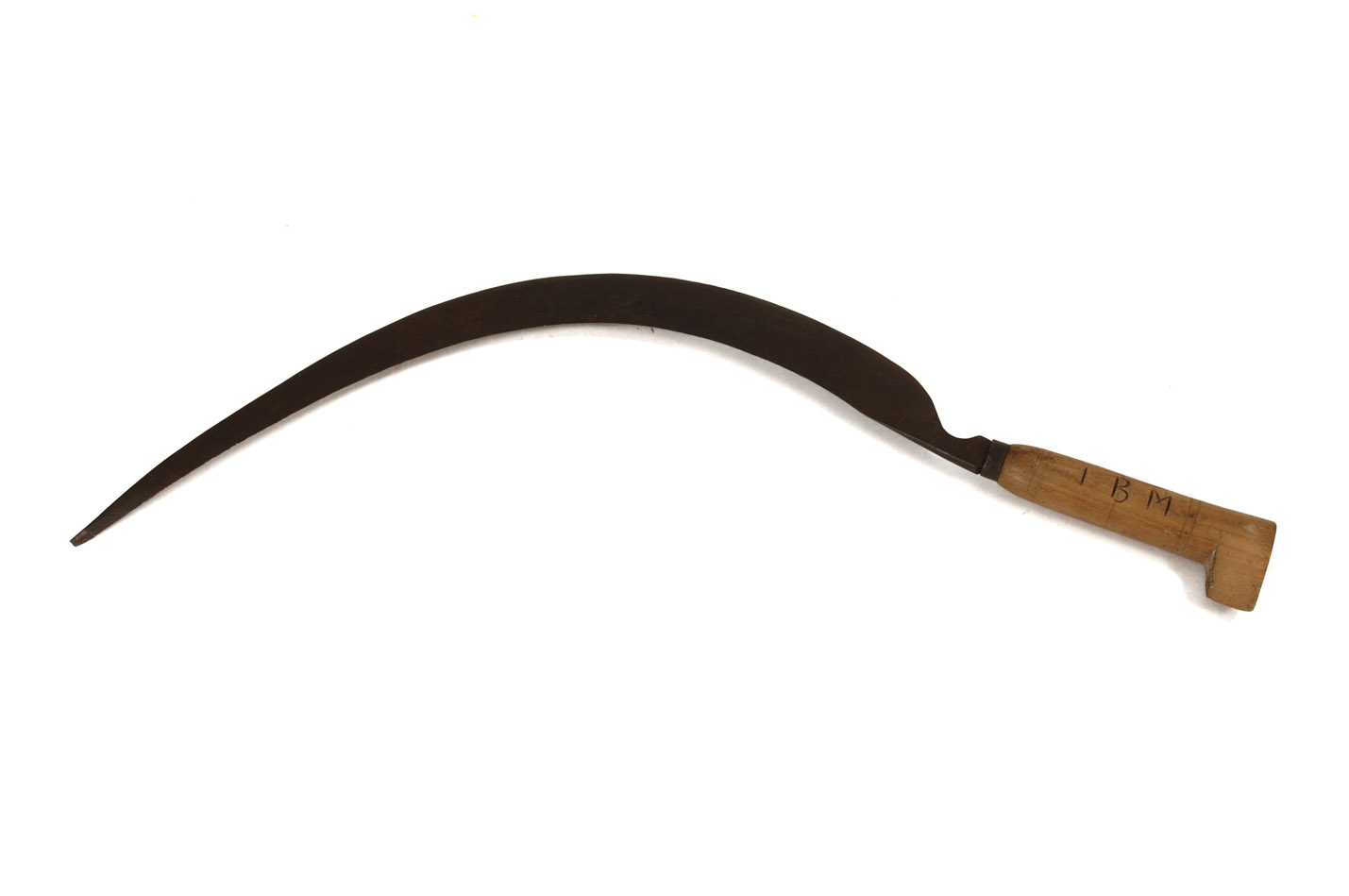
Corbellot, o corbella de desbarbar. Colección de l'ETNO
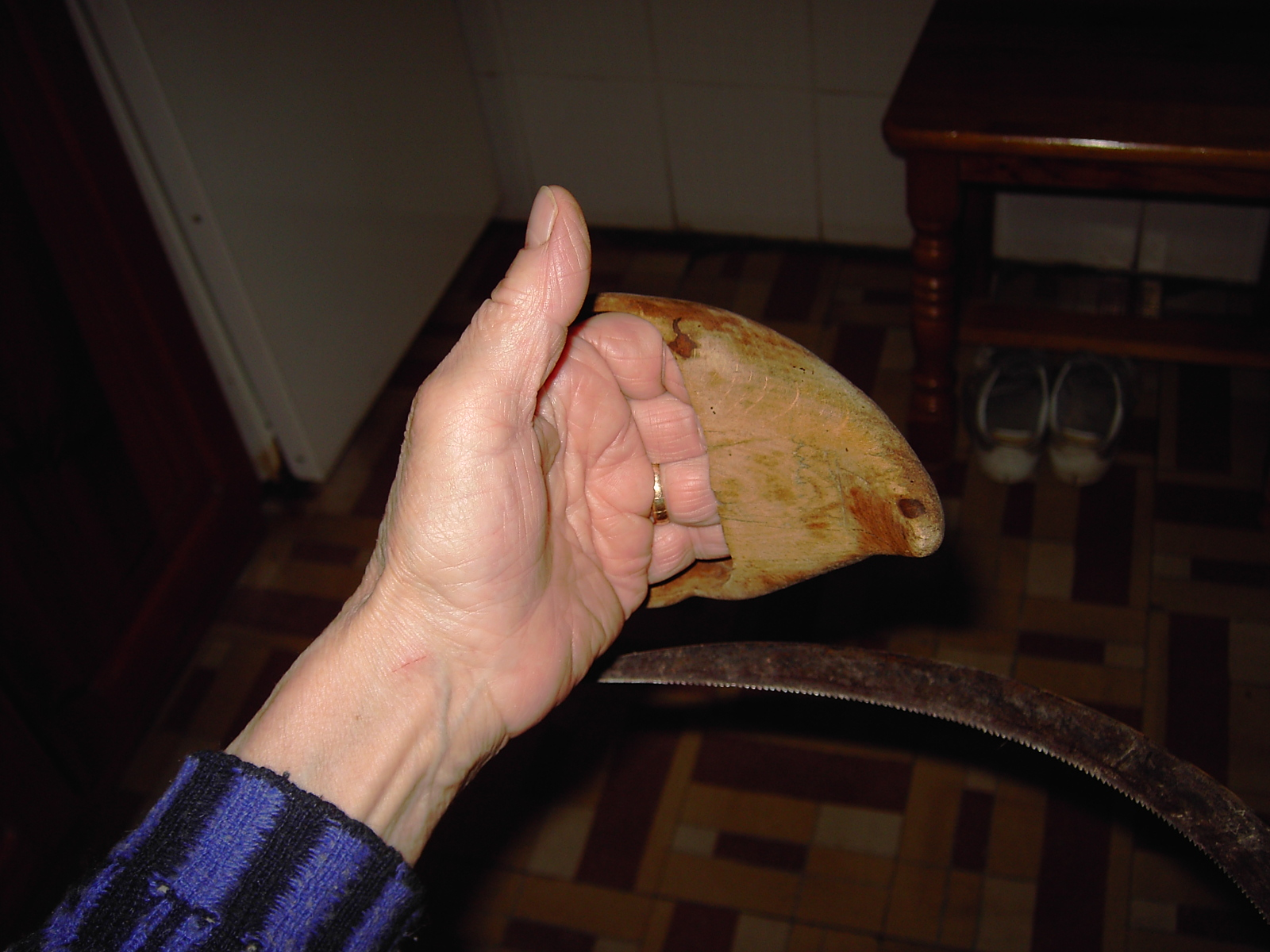
Zoqueta, para proteger la mano que no blande la corbella
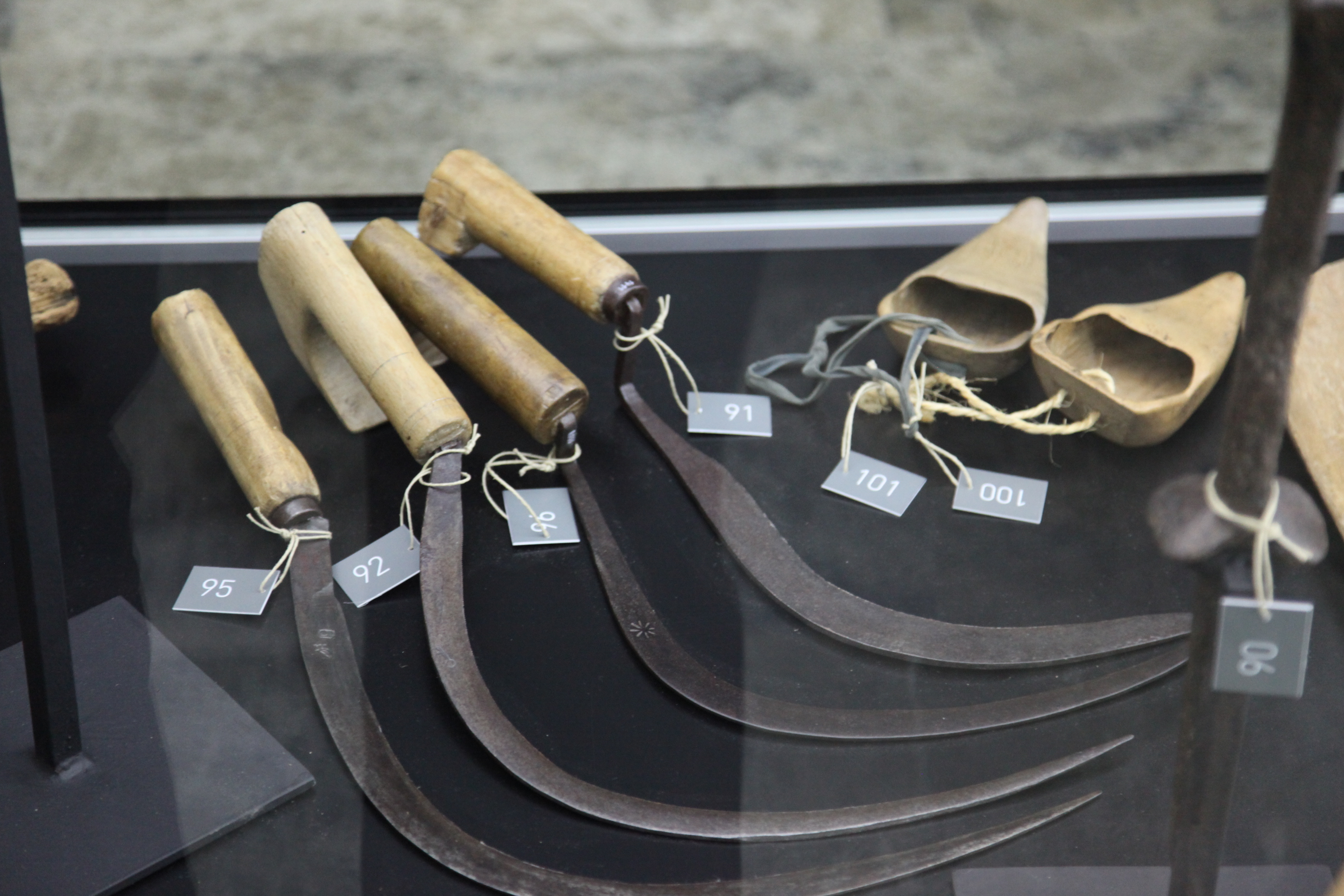
Corbellas y zoquetas. Colección de l'ETNO

### Transporte a la era

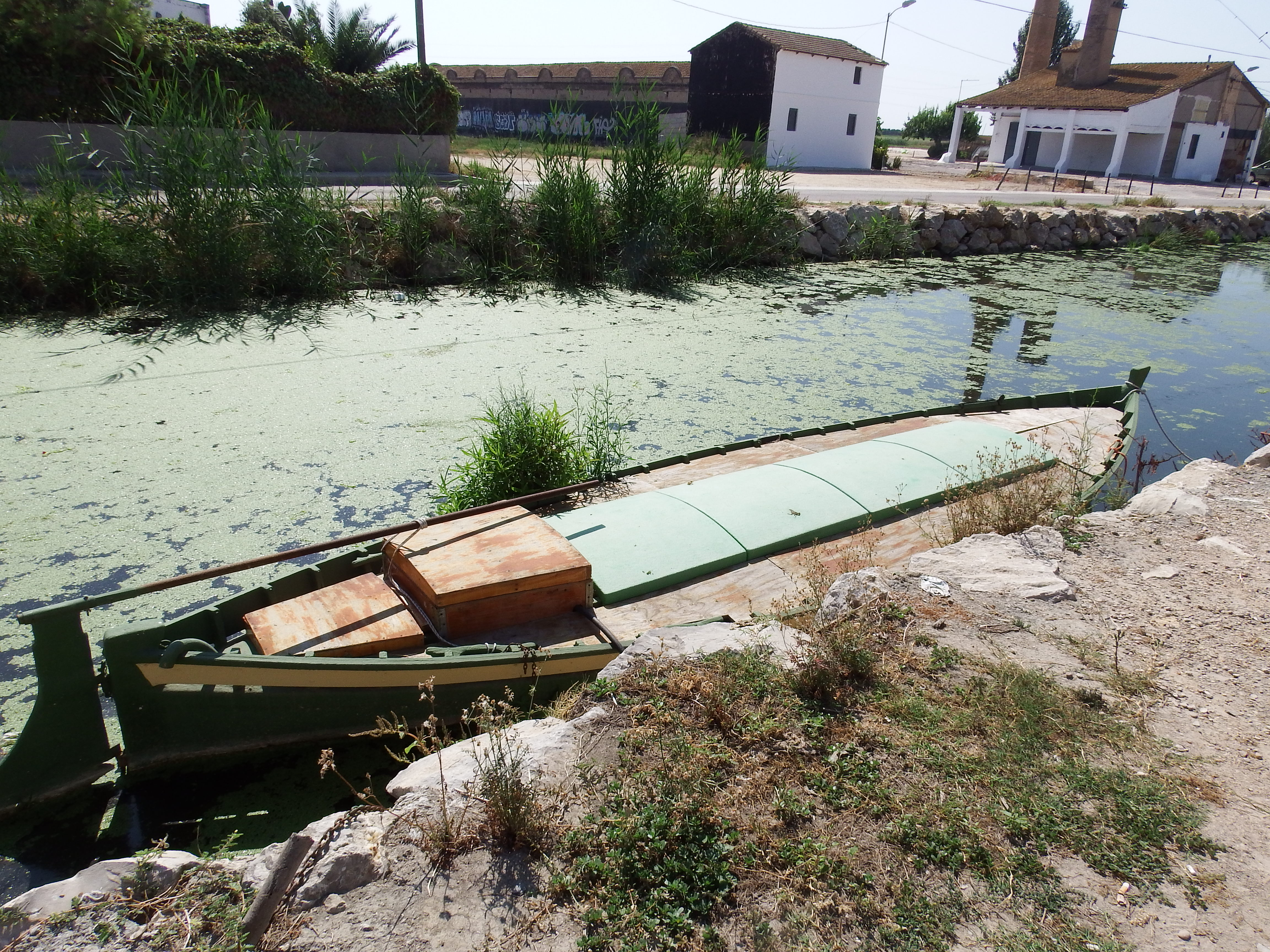
La red de acequias permitía el transporte del grano. La Acequia del Tremolar conectaba con los molinos y trilladoras de Caguetes y del Pasiego, en el municipio de Alfafar.

Una vez segada una propiedad o una partida, hay que llevar las espigas a la era. Dependiendo del lugar, los medios utilizados son diferentes. En la Albufera se usaba el carret de garbejar, una especie de trineo formado por una plataforma (taula) que se soporta sobre dos patines anchos llamados pales, y arrastrada por un caballo. Su diseño hace que resbale con facilidad sobre el fango. Este artefacto también se usaba en el Delta del Ebro. En la marjal de Pego-Oliva la forma de trasladar la producción dependía de las disponibilidades locales. Si había una acequia suficientemente amplia se utilizaban barcas de quilla plana, a veces impulsadas por animales, otras veces impulsadas por personas que las arrastraban o las perchaban. Si se encontraban a la orilla de un río, un hombre perchando podía ser suficiente para impulsarlas. Y en todo caso también se podía recurrir al carret de garbejar.

## La trilla
La trilla del arroz se hace en las eras. Las eras son espacios planos normalmente circular y cubiertos de azulejos de barro. Varían en superficie según las poblaciones: a Pego eran de 18 a 25 metros de diámetro, mientras que en la Albufera no llegaban a los 15 más que excepcionalmente (como el Palmar).
Las eras se preparan quitando con hoces o a mano las hierbas crecidas a lo largo del año. Después se barre con escobas hechas de ramas secas y se tiraba agua. Entonces se hacía pasar el rulo de trillar, estirado por burras.
También son varios los sistemas de trillado. Uno con mucha tradición en Asia central, India, Tailandia, Portugal, España y partes de Italia era pisarlo con grandes bestias (bueyes principalmente); esta actividad se denomina batir. Otra forma de trillar es descascarando las gavillas con objetos sólidos (piedras, toneles, las varas de trillar de la India, la Varea en China). Una combinación es el rodillo de trillar arrastrado por bueyes, que se utiliza en Asia Central y China.
El sistema de bateo tradicional en la Albufera consistía en desatar los haces de espigas y amontonarlos formando un círculo. Después son pisados por asnos a los que se hace caminar en círculo. En Pego, tras un proceso similar con la haca, se repetía, esta vez estirando el animal del patán, también llamado rulo, pieza de piedra en forma de cono truncado, de una longitud de unos 80 cm y unos diámetros de 20 y 26 cm.
Durante la trilla, la paja se voltea repetidamente con horcas de tres o cuatro puntas y se echa a un lado, de forma que al final del proceso la paja rodea los granos. Cuando los grandes ya están descascarados, se limpian de la paja que no se ha levantado con las horcas y otros residuos.

## Aventado

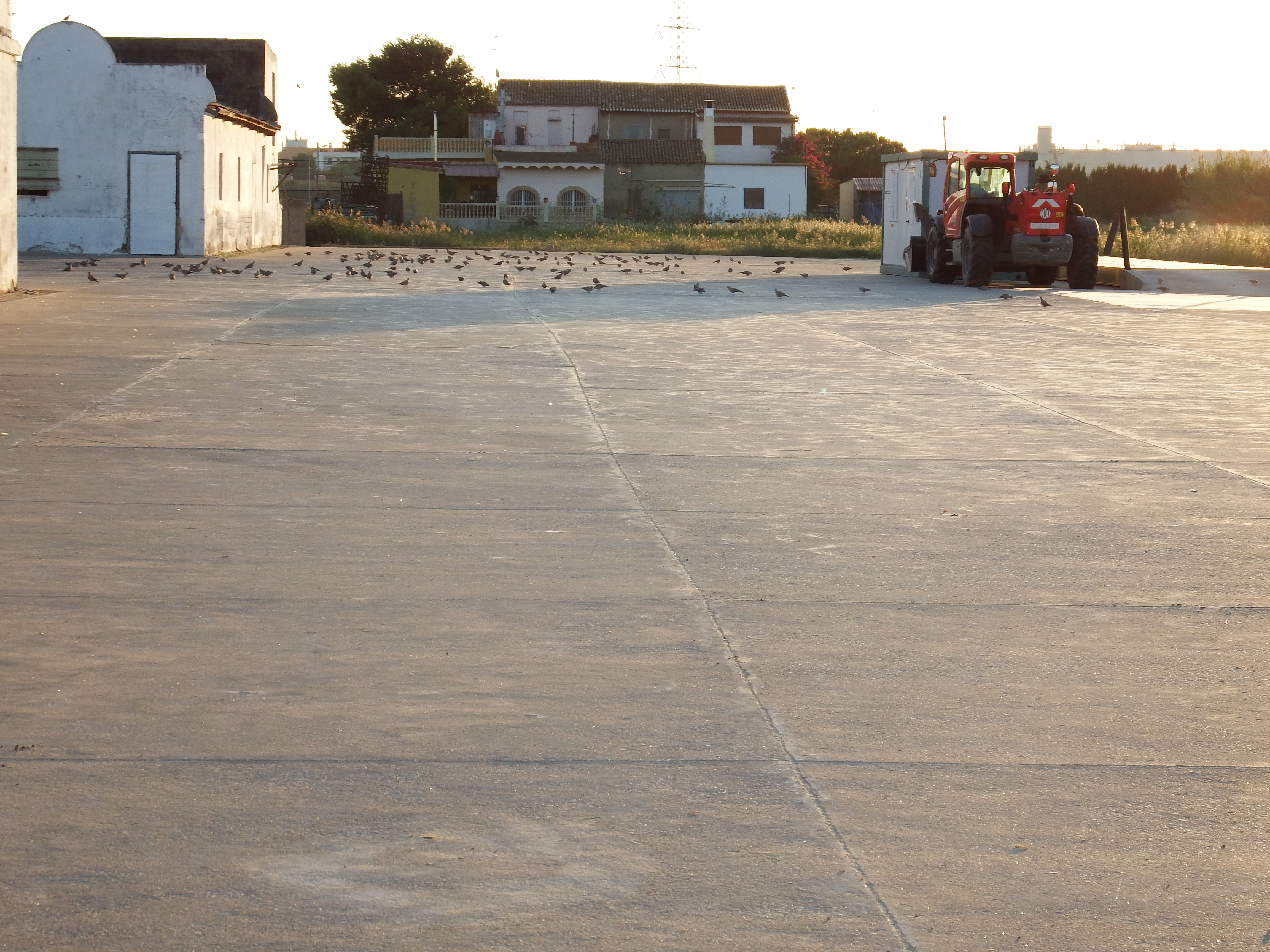
Secadero de la Batedora de Pasiego, en Alfafar

El grano es amontonado con palas, rastrillos y otros utensilios en un extremo de la era y si el viento era favorable iniciaba el aventado. El grano se lanzaba al aire con la pala y este se llevaba la paja, ya que el arroz es más pesado y caía a los pies del aventador. Algunas veces, para sacar la paja que el viento no podía arrastrar, un hombre se cubría con un saco y se colocaba debajo del aventador para, con una escoba, ir retirándola.
Tras el aventado aún permanecía junto al grano la paja más diminuta, los granos fallados y el polvo, lo que hacía necesario un cribado. Un hombre sujetaba y movía continuamente un tamiz, el cual estaba apoyado en el suelo mediante dos postes verticales terminados en horquillas en su extremo superior para engancharse a las asas, y otro hombre iba tirando el grano.

## Desecación y almacenamiento
Una vez trillado era necesario eliminar el exceso de humedad del arroz para evitar fermentaciones y garantizar su conservación. En la era (si ya no había que batir más) o en el secadero se esparcía el grano para secarlo al sol durante un periodo que oscilaba entre dos y cuatro días. Periódicamente había que removerlo para obtener un secado uniforme, función que se realizaba con los pies, los bordillos o con una herramienta especial, la labradora.
Muchas veces la venta del arroz se realizaba en la era, por lo que una vez envasado en sacos era transportado directamente al molino; de lo contrario, el agricultor tenía que hacerse cargo del almacenamiento. El arroz se transportaba en carros en la cámara, última planta de la casa, especialmente acondicionada para almacenamiento de productos agrícolas y que disponía de una ventilación suficiente a través de unas ventanas que contaban con unas mallas metálicas que impedían la entrada de insectos y roedores. El arroz se podía almacenar en sacos o suelto, pero debía ser vigilado y removido constantemente para evitar que se pudiera estropear, sobre todo si aún contenía un exceso de humedad.

## Molinería

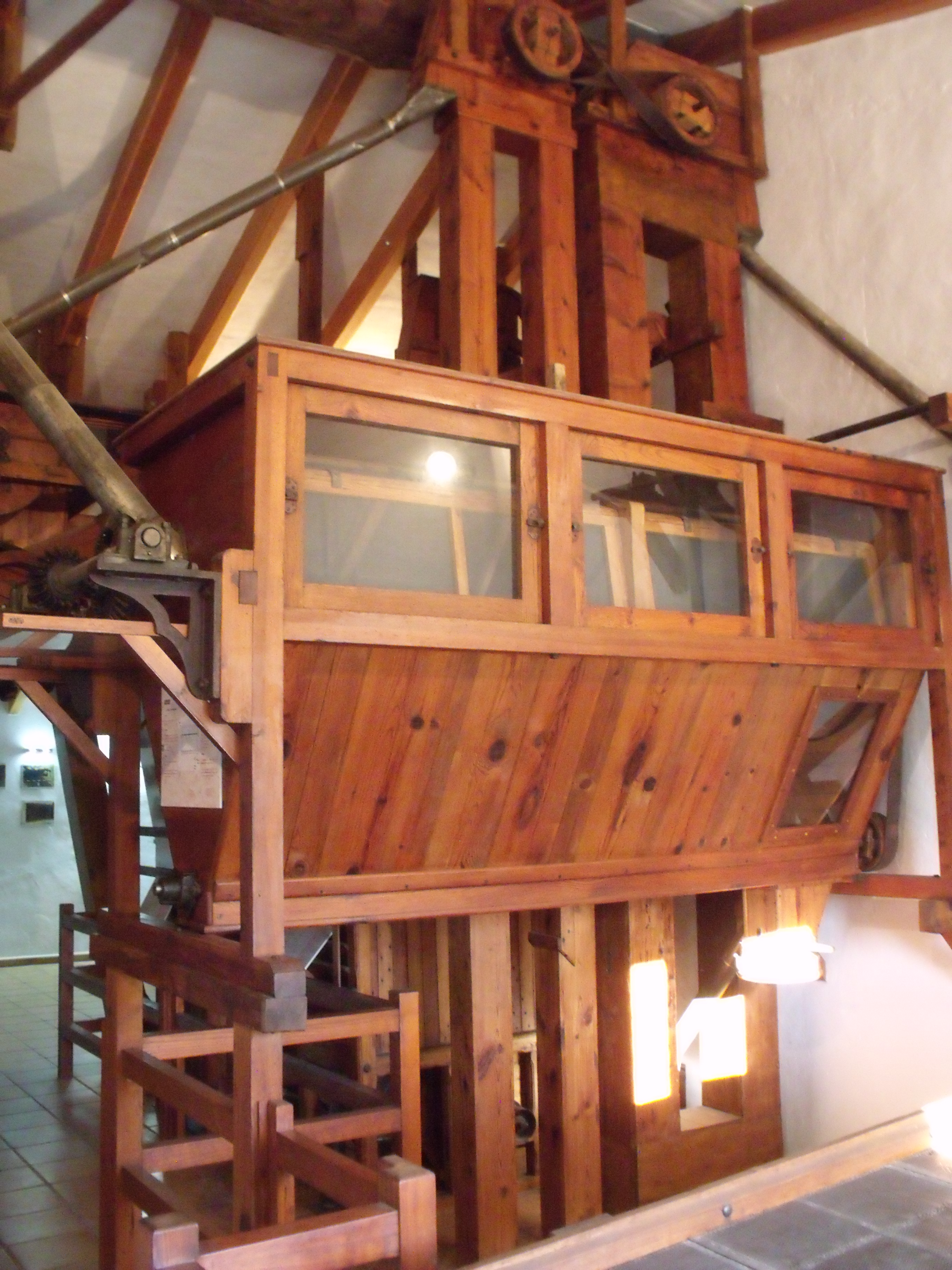
Instalación de clasificación del grano en el Molino de Quartell, utilizado para arroz y trigo. Museo del Agua (Quartell)

El arroz, al igual que otros cereales, debe ser sometido a procesos que lo adaptan al consumo humano, los cuales consisten fundamentalmente en separar la corteza del grano. Al conjunto de estas operaciones se las engloba bajo el nombre de molinería.
El mortero fue uno de los medios más antiguos para separar la corteza del grano y, aunque nunca pudo competir con los molinos arroceros, fue muy utilizado en el ámbito doméstico para satisfacer el consumo familiar. Además, permitía moler arroz fuera de los circuitos oficiales cuando la intervención estatal, que era muy intensa durante la Guerra Civil. La mucha de grandes cantidades de grano requería de las existencias de instalaciones especiales que ya utilizaban fuentes extrahumanas, como la fuerza animal, la hidráulica y, más tarde, la eléctrica.
Aunque cada molino podía disponer de maquinaria más o menos evolucionada para el tratamiento del grano, las funciones básicas del proceso eran:
Cribado: Cribado inicial para evitar la entrada de elementos extraños.
Cencerro: el grano pierde la corteza después de ser sometido a procesos de fricción entre las muelas.
Aventado: Separación del grano de la corteza y la paja menuda mediante ventilación.
Segundo cribado: Cribado que tiene por objeto separar el grano que aún no se ha pelado para hacerle iniciar el proceso.
Blanqueado: Se da color blanco en el arroz mediante procesos de fricción del grano.
Clasificación: el arroz se clasifica por tamaños y se separa de los subproductos.